# Петар Убавкич
Петро Убавкіч (12 квітня 1852, Белград — 28 червня 1910, Белград) — сербський скульптор і живописець, який маа завдання — створити низку національних пам'ятників. Член Сербської академії наук і мистецтв.

## Біографія
Петро Убавкіч народився в Белграді 12 квітня 1852 року. Після закінчення середньої школи (гімназії) він отримав державну стипендію, а в 1866 році також вивчав іконопис у мандрівного італійського художника, який тоді проживав у Белграді. У 1873 р. поїхав до Відня для вивчення скульптури. Через погане самопочуття він повернувся до Белграда. Отримавши нову державну стипендію, він відновив навчання в престижному Кунстгевербешуле в Мюнхені в 1874 році.
Його вважають зачинателем сербської скульптури. Він зробив численні громадські пам'ятники, серед найвідоміших робіт — бюсти Вука Караджича, князя Мілоша та Джури Даничича.
Петро Убавкіч помер у Белграді на Відовдан, 28 червня 1910 р., І був похований на Новому кладовищі.

## Спадщина
Сьогодні Убавкіча вважають провідним сербським скульптором. Він був творцем багатьох громадських пам'яток за часів правління князя Мілоша Обреновича. Серед його найважливіших художніх творів, реалізованих згідно з вимогами реалізму, є численні пам'ятники Белграду, виконані Убавкічем, зокрема, пам'ятник королю Мілану Обреновичу в церкві св. Параскеви в Курліна.

## Галерея

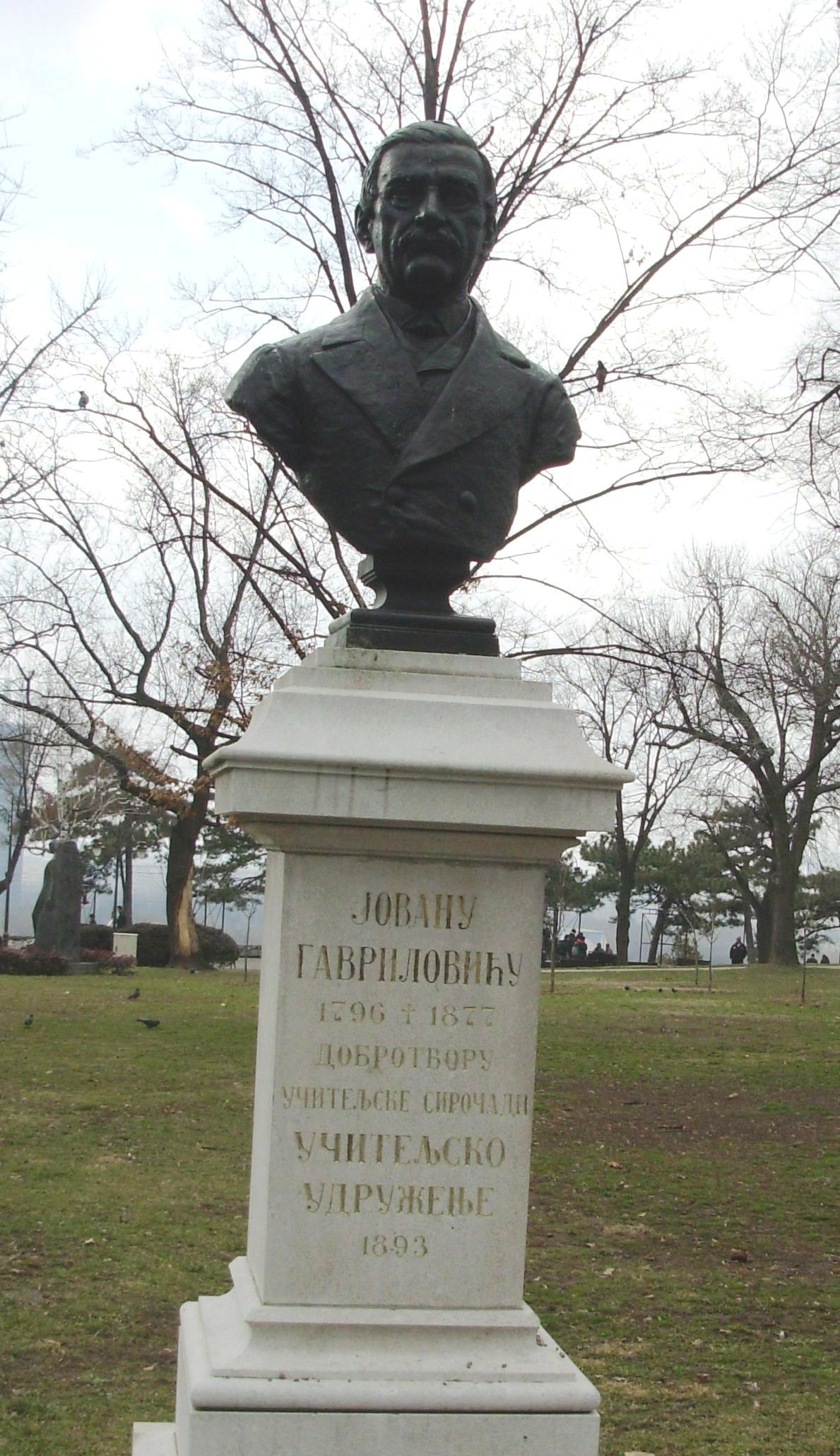
Бюст Йована Гавриловича, 1893 рік
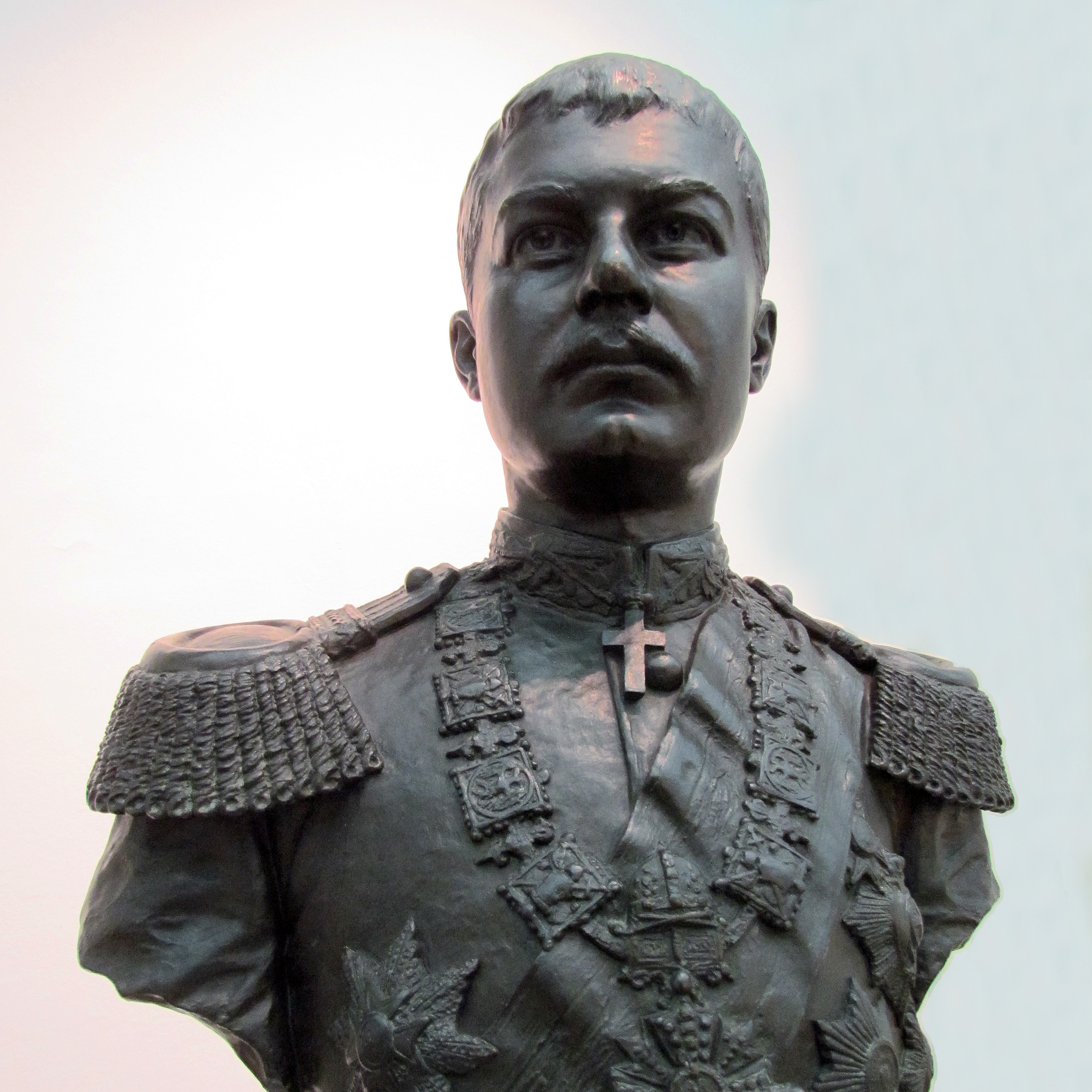
Погруддя Олександра I Сербії, 1895 рік
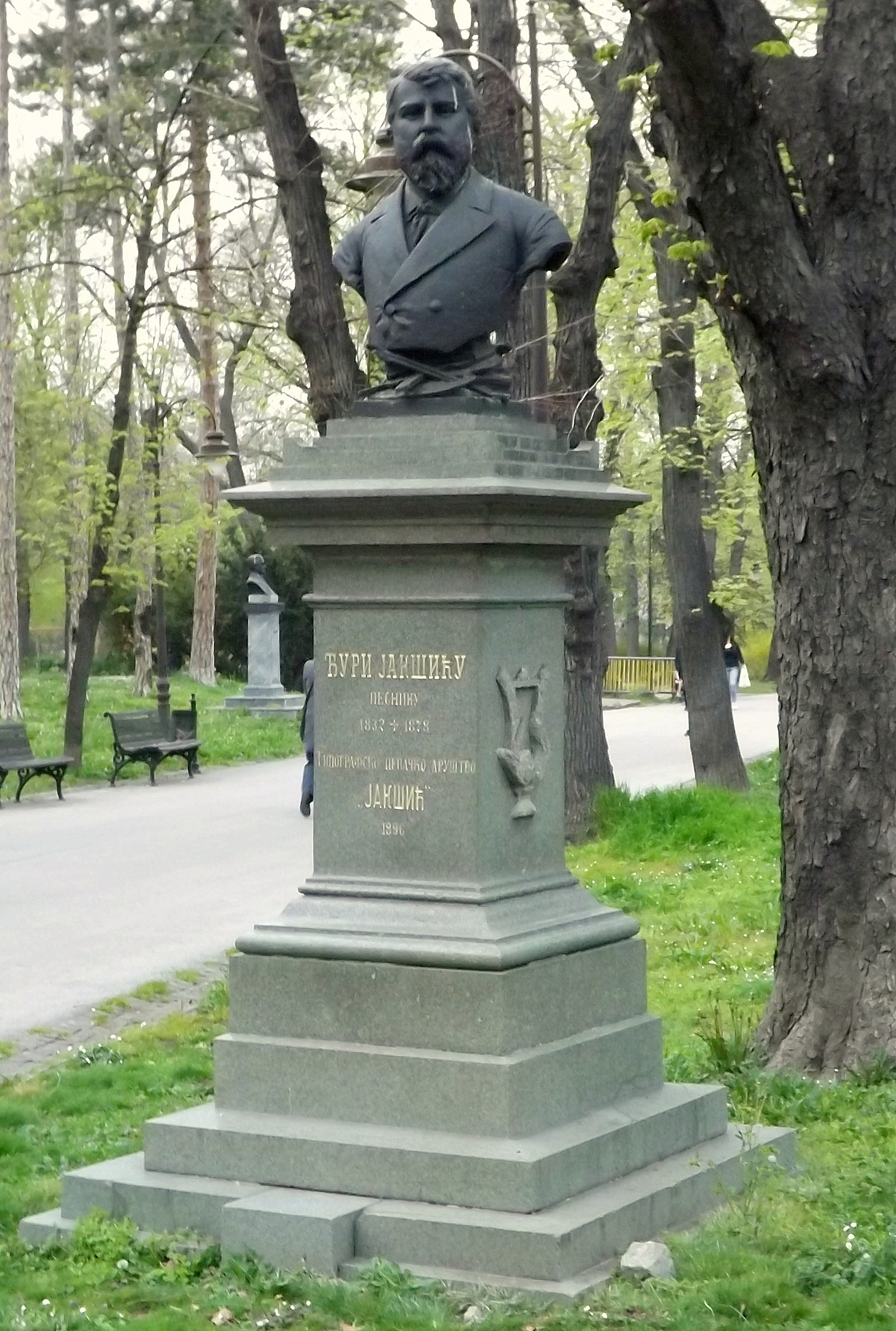
Бюст Джури Якшича, 1896 рік
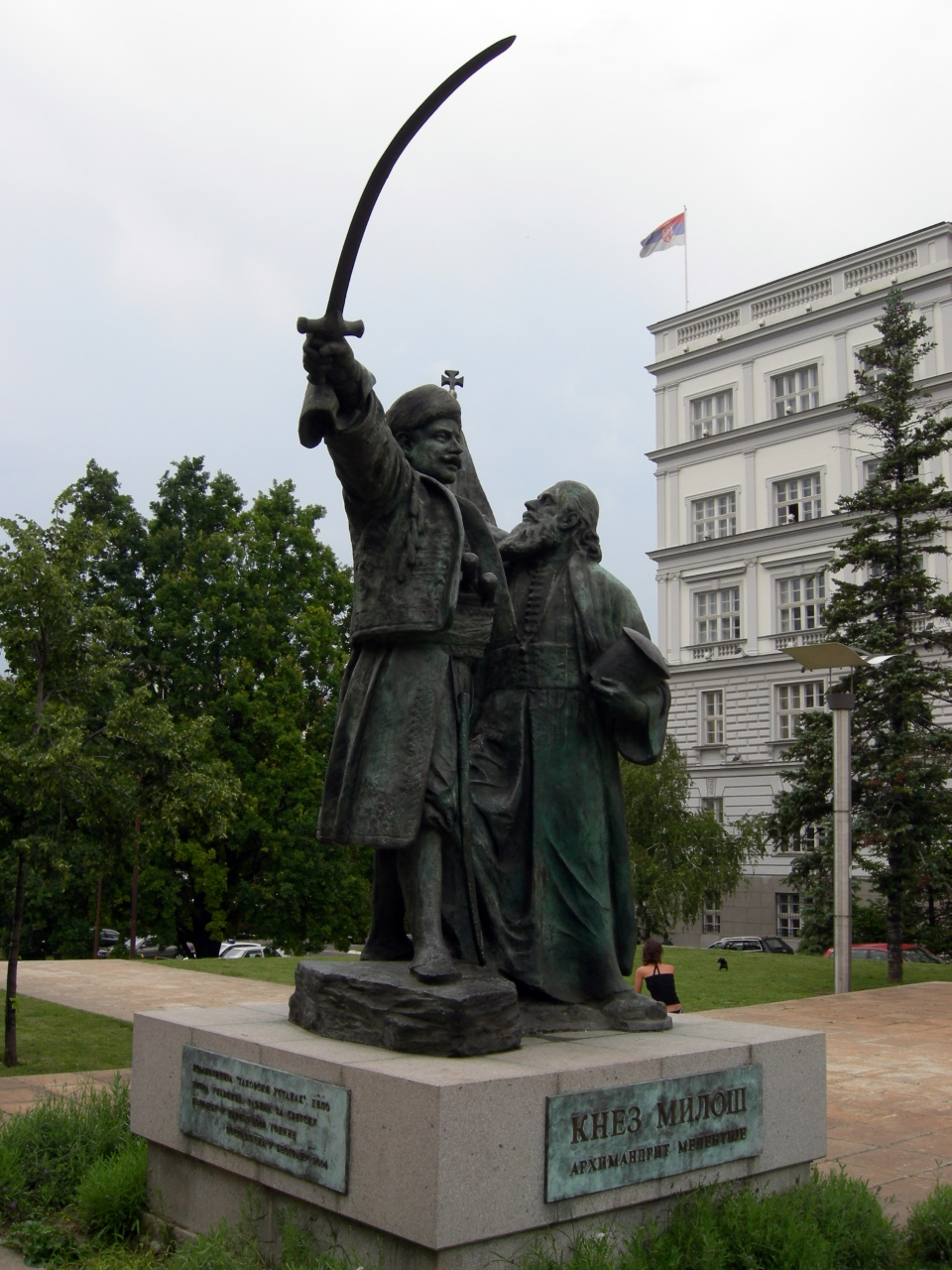
Повстання в Таково, 1900 рік
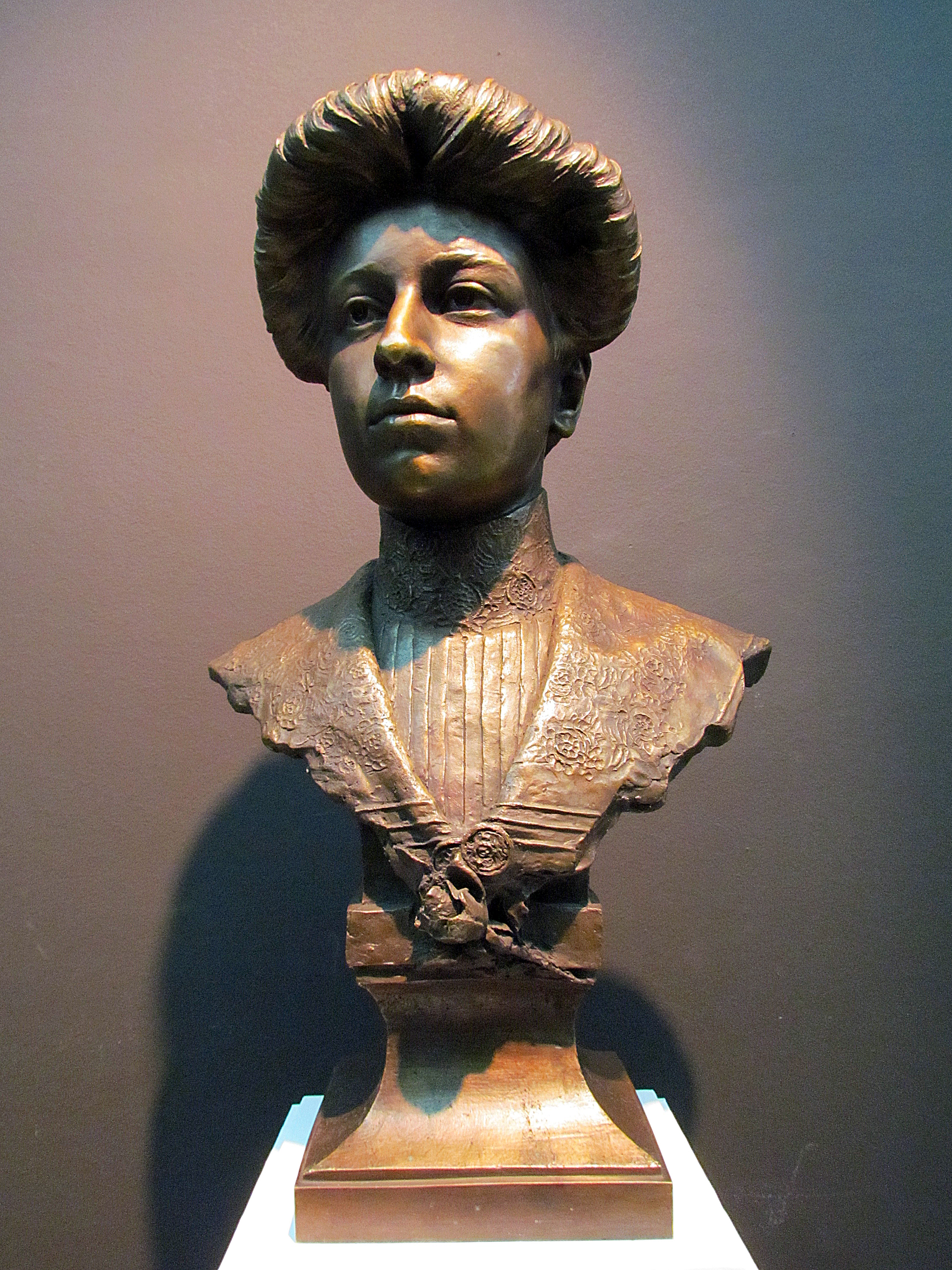
Бюст Браніслави Сіміч, 1904 рік
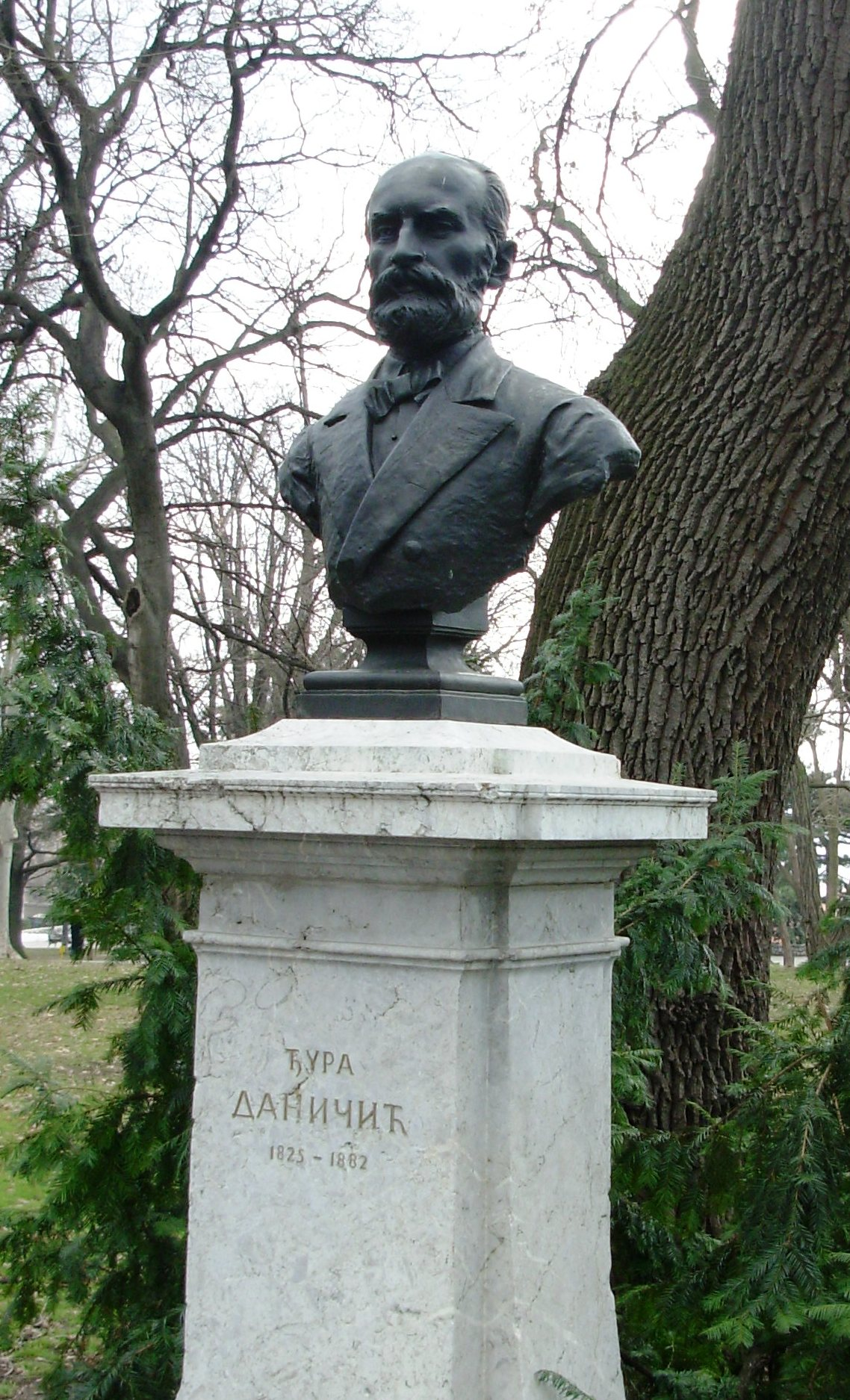
Бюст Джури Даничича